# Winok

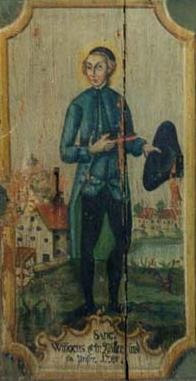
Achttiende-eeuwse afbeelding van Sint-Winok (Abdij van Pforzen)

Winok, ook wel Winoc of Winnok, (tussen 640 en 650 - 6 november 716 of 717) is een Bretoense heilige naar wie de stad Sint-Winoksbergen is genoemd. Zijn feestdag is 6 november. 

## Leven
Waarschijnlijk was hij afkomstig uit de streek van Dol in Bretagne. Volgens de verschillende legenden omtrent zijn afkomst, zou hij een zoon of neef van de heilige Judicaël zijn geweest, die als koning regeerde over de Domnonée. Samen met zijn broers Ingenoc, Quadanoc en Madoc trok Winok naar Sithiu (het huidige Sint-Omaars), waar hij zich aansloot bij een groep monniken (onder wie Audomarus) onder leiding van de heilige Bertinus. Op diens verzoek stichtte hij in 685 de priorij (cella) van Wormhout. Daar werd hij later ook begraven. 
In 850 werden de relieken naar Sint-Omaars in veiligheid gebracht uit vrees voor de plunderende Noormannen. Toen de dreiging geluwd was, schonk graaf Boudewijn II van Vlaanderen in 899 of 900 het kostbare relikwie aan de seculiere kanunniken van de collegiale Sint-Maartenskerk. Deze lag in het castrum Bergense, een militaire versterking die zou uitgroeien tot de stad Sint-Winoksbergen. Rond het jaar 1000 liet graaf Boudewijn IV met de Baard op de tegenoverliggende heuvel de Sint-Winokskerk bouwen en bracht zowel het stoffelijk overschot (gebeente) van de patroonheilige als het kapittel daarheen over. In 1022 werd het kapittel omgevormd tot een benedictijnerabdij die naar Winok werd genoemd.

## Molenheilige
De heilige Winok wordt in Noord-Frankrijk en Vlaanderen vereerd als patroon van de molenaars. Hij wordt soms afgebeeld met een handmolentje in de hand of een molensteen aan zijn voeten. Dit mirakel gaat terug op de oudste vita over Winok, die vermoedelijk dateert uit de elfde eeuw. 
Als prior van Wormhout zou hij tot op hoge leeftijd verantwoordelijk zijn geweest voor het malen van het graan voor zijn medebroeders. Hij deed dit telkens afgezonderd in zijn cel. Toen een van hen zich afvroeg hoe het kwam dat zo'n oude man dagelijks zo'n grote hoeveelheid graan kon malen, besloot hij Winok tijdens het werk te bespieden. Door een kiertje van de deur zag hij hoe de molen uit zichzelf draaide terwijl Winok in gebed verzonken was. De molen stopte echter onmiddellijk en de broeder werd met blindheid gestraft voor zijn nieuwsgierigheid. Pas toen hij alles aan Winok had opgebiecht, gaf deze hem op miraculeuze wijze het gezichtsvermogen terug.
In Plouhinec is een kerk aan hem gewijd met daarin een beeld van Winok in benedictijnenhabijt. De heilige wordt vereerd in een gebied begrensd door Boulogne-sur-Mer, Gent, Luik en Reims.